# Mount Besch
Mount Besch ist ein 1210 m hoher Berg im westantarktischen Ellsworthland. In der Sentinel Range des Ellsworthgebirges überragt er am südlichen Ende des Gebirgskamms Barnes Ridge das Mündungsgebiet des Ellen-Gletschers.
Der United States Geological Survey kartierte ihn anhand eigener Vermessungen und Luftaufnahmen der United States Navy zwischen 1957 und 1959. Das Advisory Committee on Antarctic Names benannte ihn nach Captain Marvin Eugene Besch (1924–1985), der zwischen 1956 und 1957 an der Errichtung der Südpolstation für das Internationale Geophysikalische Jahr (1957–1958) beteiligt war.